# Embera del Nord
 Gli Embera del Nord (oanche Emperã) sono un gruppo etnico della Colombia, e del Panama con una popolazione stimata di circa 15000 persone. Questo gruppo etnico è per la maggior parte di fede animista e parla la lingua Embera, Northern (codice ISO 639: EMP).
Vivono nei pressi del fiume Atrato nel dipartimento di Chocó, dalle coste del Pacifico nei pressi di Cabo Corrientes (5'30"N), fino al dipartimento di Antioquia.